# JAX-B
A JAX-B (Java Architecture for XML Binding - Java Architektúra XML kötéshez) lehetővé teszi a Java fejlesztők számára, hogy feltérképezzék a Java osztályt XML reprezentáción keresztül. A JAXB két fő jellemzője: képes a Java objektumokat XML állományokba menteni és onnan visszatölteni. Más szavakkal, a JAXB képes a memóriából adatokat XML formátumúra átalakítani, anélkül, hogy meg kellene valósítani a programban az XML mentés és beolvasás műveleteket. Hasonlóan működik, mint az xsd.exe és az XmlSerializer a .NET keretrendszerben.
A JAX-B különösen hasznos, ha a specifikáció komplex és gyakran változik. Ebben az esetben rendszeresen változik az XML-séma definíciója azért, hogy a Java definíciókkal szinkronban tartsuk, ami sok időt vesz igénybe és növeli a hibák lehetőségét.
A JAX-B a Java SE platform része, és az egyik API a Java EE platformban, továbbá része a JWSDP-nek (Java Web Service Development Pack) is. Fontos része még a WSIT-nek. A JAX-B a Java SE 1.6 verziója óta létezik.
A JAX-B 1.0 kiadása a JSR 31 jelű Java Community Process fejlesztés eredménye. 2006 óta, a JAX-B 2.0 verziója a JSR 222 jelzésű fejlesztés keretein belül készül. A specifikációnak megfelelő referencia implementáció a CDDL licenc alatt érhető el a jaxb.java.net Archiválva 2017. május 4-i dátummal a Wayback Machine-ben oldalon.

## Használata
Az xjc eszköz használható arra, hogy az XML-séma és más séma fájlokat (úgy mint Java 1.6, RELAX NG, XML DTD és WSDL támogatottak a tapasztalatok alapján) fogad és Java class-okat generál. Az osztályok a java.xml.bind.annotation.* névtérből származó annotációkkal vannak ellátva, például: @XmlRootElement és @XmlElement. Az XML listák a java.util.List adattípussal vannak megvalósítva. A létrehozó és a visszatöltő objektumok a JAXBContext egy példányán keresztül hozhatók létre.
Továbbá a JAX-B tartalmazza a schemagen eszközt, amely lényegében elvégzi az xjc munkájának ellenkezőjét (létrehozza az XML sémát annotált osztályok egy csoportja alapján).

## Alapértelmezett adattípus kötések
Az alábbi táblázat felsorolja a JAX-B-beli XML Schema (XSD) adattípusait Java adat típusokra leképezve.
| XML séma típus                                     | Java adattípus                          |
| -------------------------------------------------- | --------------------------------------- |
| xsd:string                                         | java.lang.String                        |
| xsd:positiveInteger                                | java.math.BigInteger                    |
| xsd:int                                            | int                                     |
| xsd:long                                           | long                                    |
| xsd:short                                          | short                                   |
| xsd:decimal                                        | java.math.BigDecimal                    |
| xsd:float                                          | float                                   |
| xsd:double                                         | double                                  |
| xsd:boolean                                        | boolean                                 |
| xsd:byte                                           | byte                                    |
| xsd:QName                                          | javax.xml.namespace.QName               |
| xsd:dateTime                                       | javax.xml.datatype.XMLGregorianCalendar |
| xsd:base64Binary                                   | byte[]                                  |
| xsd:hexBinary                                      | byte[]                                  |
| xsd:unsignedInt                                    | long                                    |
| xsd:unsignedShort                                  | int                                     |
| xsd:unsignedByte                                   | short                                   |
| xsd:unsignedLong                                   | java.math.BigDecimal                    |
| xsd:time                                           | javax.xml.datatype.XMLGregorianCalendar |
| xsd:date                                           | javax.xml.datatype.XMLGregorianCalendar |
| xsd:g                                              | javax.xml.datatype.XMLGregorianCalendar |
| xsd:anySimpleType (for xsd:element of this type)   | java.lang.Object                        |
| xsd:anySimpleType (for xsd:attribute of this type) | java.lang.String                        |
| xsd:duration                                       | javax.xml.datatype.Duration             |
| xsd:NOTATION                                       | javax.xml.namespace.QName               |

## Verziók
- Java SE 7: JAX-B 2.2.3 (JSR 222, maintenance release 2)[5]
- Java SE 6: JAX-B 2.0 (JSR 222)[6]

## Külső hivatkozások
- JAXB home page Archiválva 2017. május 4-i dátummal a Wayback Machine-ben Reference Implementation on Project GlassFish
- previous JAXB home page
- A JAXB Tutorial by Wolfgang Laun
- JSR 222 (JAXB 2.0)
- JSR 31 (JAXB 1.0)
- The Java EE 5 Tutorial - Binding between XML Schema and Java Classes JAXB chapter of the Java EE 5 Tutorial
- JAXB Wizard Archiválva 2012. május 31-i dátummal a Wayback Machine-ben

### Cikkek
- Generate an XML Document from an Object Model with JAXB 2 Archiválva 2020. október 29-i dátummal a Wayback Machine-ben
- JAXB 2.0
- XML and Java technologies: Data binding, Part 2: Performance

## Fordítás
Ez a szócikk részben vagy egészben  a   Java Architecture for XML Binding című angol Wikipédia-szócikk ezen változatának fordításán alapul.  Az eredeti cikk szerkesztőit annak laptörténete sorolja fel. Ez a jelzés csupán a megfogalmazás eredetét és a szerzői jogokat jelzi, nem szolgál a cikkben szereplő információk forrásmegjelöléseként.